# Ait Ali ou Lahcen
Ait Ali ou Lahcen  (in arabo آيت علي او لحسن‎?) è un centro abitato e comune rurale del Marocco situato nella provincia di Khémisset, regione di Rabat-Salé-Kénitra. Conta una popolazione di 5 128 abitanti (censimento 2014).